# ليمور أسود
ليمور أسود أو هبّار أسود (بالإنجليزية: Black lemur)‏ (باللاتينية: Eulemur macaco)، نوع من الرئيسيات يتبع جنس الليمور الحقيقي وفصيلة الليموريات.

## معرض صور

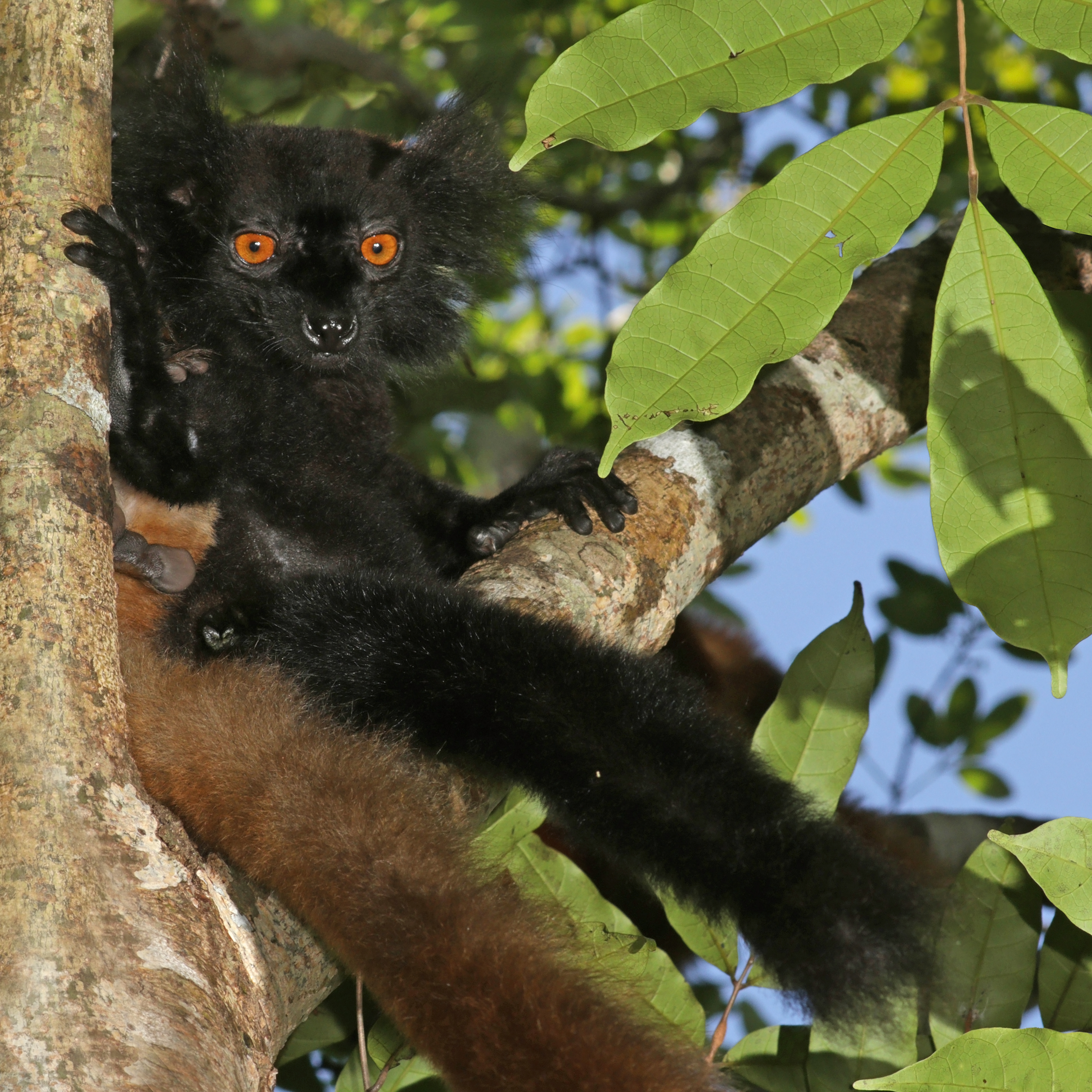
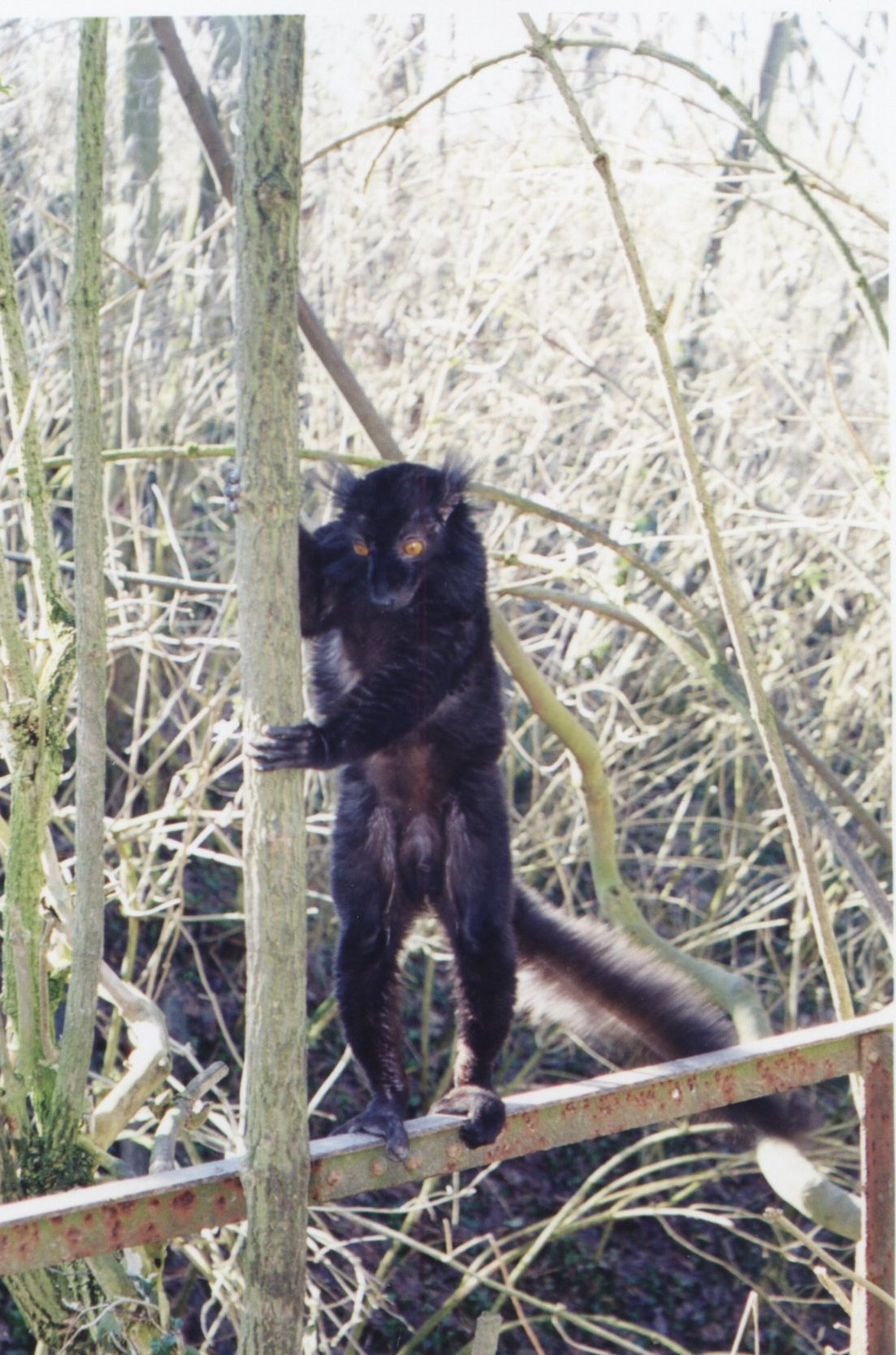
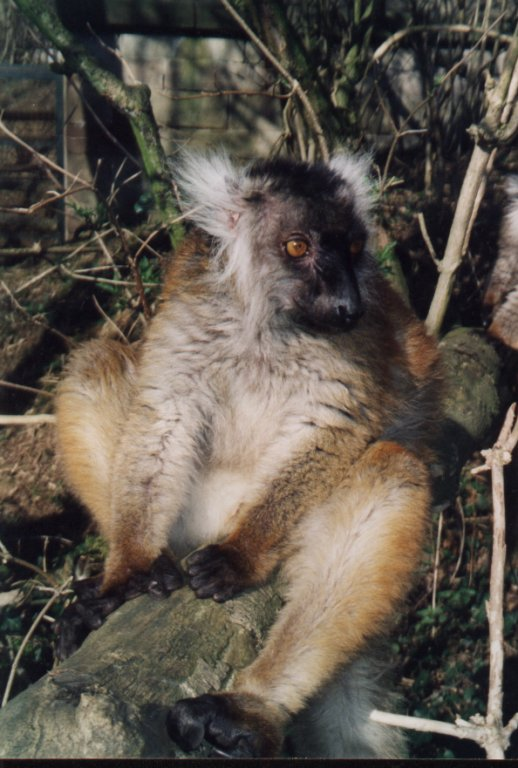
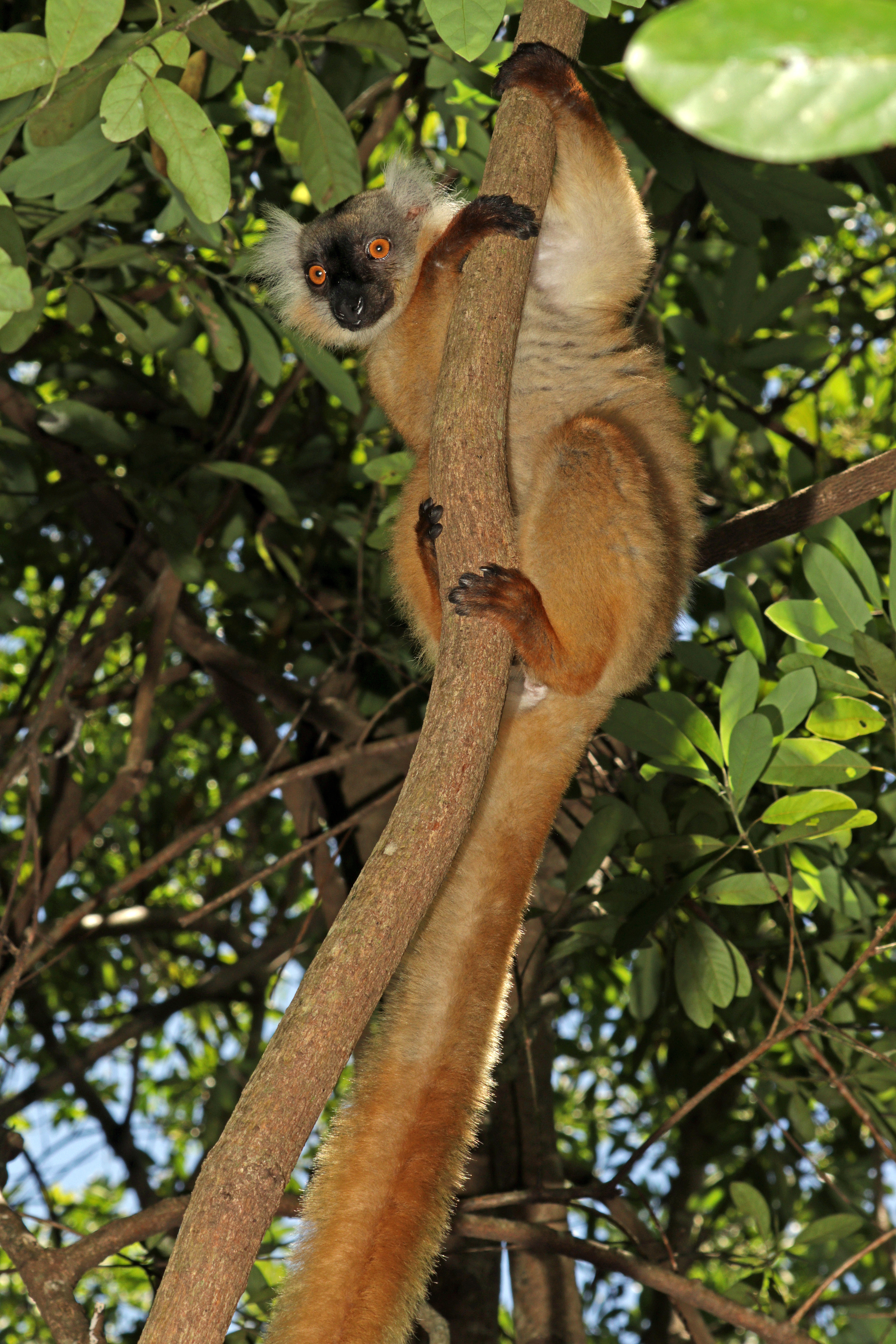
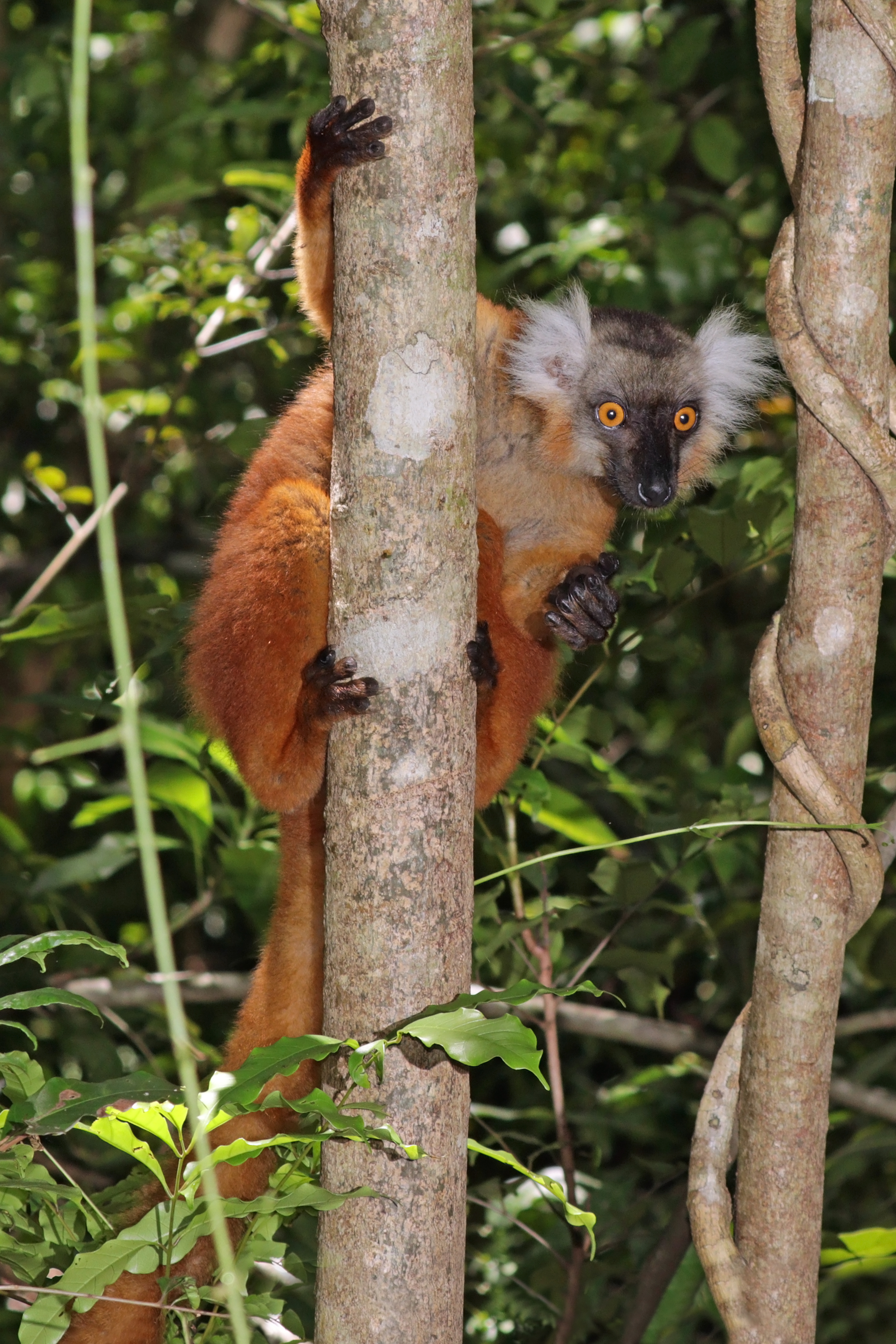
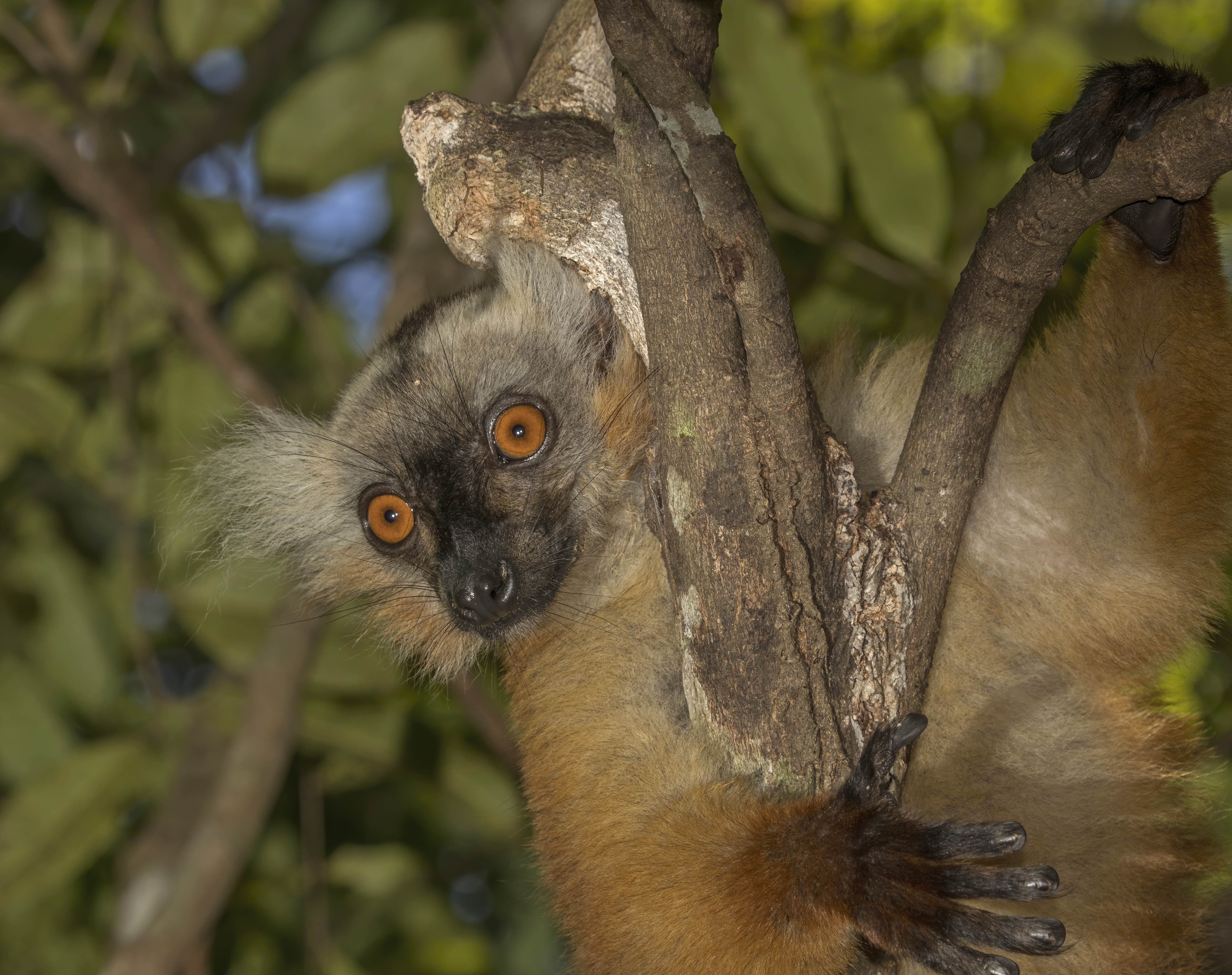